# Tintern (fromage)
Le Tintern est un fromage gallois crémeux de type cheddar aromatisé avec de la ciboulette et des échalotes fabriqué par Abergavenny Fine Foods. Ce fromage est fabriqué en meules de 2,25 kg et est vendu recouvert d'une couche de cire verte.
Le nom de ce fromage vient du village Tintern, sur la rivière Wye dans le Monmouthshire, Pays de Galles.